# Шлиренцауэр, Грегор
Гре́гор Шлиренца́уэр (нем. Gregor Schlierenzauer, род. 7 января 1990 года, Инсбрук, Австрия) — австрийский прыгун с трамплина, олимпийский чемпион 2010 года в командном первенстве, двукратный бронзовый призёр Олимпийских игр в личном первенстве, 6-кратный чемпион мира, 5-кратный серебряный призёр чемпионата мира, 4-кратный и самый молодой в истории чемпион мира по полётам, двукратный обладатель Кубка мира (2008/09, 2012/13), двукратный победитель Турне четырёх трамплинов (2011/12, 2012/13). Является рекордсменом по победам на этапах Кубка мира (53).
Дебютировал в большом спорте в сезоне 2005/06. Тогда же занял 2-е место на Турне четырёх трамплинов. Завоевал чемпионский титул на Турне четырёх трамплинов сезона 2011/2012, набрав 933,8 балла. В сезоне 2012/2013 выиграл Турне четырёх трамплинов, набрав 1100,2 балла и во второй раз стал обладателем Кубка мира.

## Биография

### Детство и начало карьеры
Грегор Шлиренцауэр родился в семье Паулюса и Анжелики Шлиренцауэр.
Стал вторым из троих детей в семье: у него есть старшая сестра Глория и младший брат Лукас. Грегор с рождения глухой на левое ухо.
Дядя Грегора Маркус Прок (род. 1964) является 5-кратным чемпионом мира и 3-кратным призёром Олимпийских игр в санном спорте. Прок сейчас является менеджером «Шлири».
Шлиренцауэр начал заниматься прыжками с трамплина в 8 лет в клубе «Бергизель». Вскоре спорт стал для Грегора основным занятием, и у него начались проблемы в школе. Кое-как закончив её, он поступил в лыжную гимназию, находящуюся в Фульпмесе — неподалёку от Инсбрука.
Серьёзные спортивные результаты Грегор начал показывать в сезоне 2005/2006 в возрасте 16 лет, когда выиграл Юношеский чемпионат мира по прыжкам с трамплина. После этого Александр Поинтнер пригласил юное дарование в сборную Австрии. Дебют получился неплохим — по итогам 2 попыток Грегор Шлиренцауэр занял 24 место, среди 63 участников. Это произошло 12 марта 2006 года на этапе Кубка мира в Хольменколлене.

### Профессиональная карьера

#### Кубок мира 2006—2007
3 декабря 2006 года Шлиренцауэр выиграл свой первый этап Кубка мира в Лиллехаммере и стал самым молодым спортсменом, победившим там. Он также победил в Оберстдорфе на одном из этапов Турне четырёх трамплинов. На этом же турне он выиграл и 4-й этап в Бишофсхофене, как раз в свой 17-й день рождения, однако в общем зачете стал лишь вторым, проиграв норвежцу Андерсу Якобсену.
Грегор стал 4-м в общем зачете Кубка мира 2006-07, однако мог бы стать бронзовым или серебряным призёром. Тренер Шлиренцауэра почувствовал, что последний этап Кубка мира в Планице не по силам молодому спортсмену, и снял его с соревнований. В итоге Грегор остался позади Адама Малыша, Андерса Якобсена и Симона Аммана.

#### Кубок мира 2007—2008
В сезоне 2007—2008 Шлири на полном основании становится одним из основных претендентов на обладание Кубком мира.
На Турне четырёх трамплинов, выиграв в Гармиш-Партенкирхене и завоевав серебро в Оберстдорфе, неожиданно не попадает в основную сетку соревнований (всему виной, по словам очевидцев, сильный ветер) в Бишофсхофене и становится в итоге лишь 12-м.
Затем Шлиренцауэр пропускает несколько этапов Кубка мира, готовясь к Чемпионату мира по полётам на лыжах в Оберстдорфе, на котором завоевывает 2 золотые медали: в индивидуальном первенстве, а также в составе сборной Австрии вместе с Томасом Моргенштерном, Андреасом Кофлером и Мартином Кохом.
После триумфа на чемпионате мира по полетам на лыжах следуют подряд четыре победы на этапах Кубка мира, однако между Грегором и Томасом Моргенштерном все равно остается огромный разрыв в 233 очка, который отыграть до конца сезоне невозможно. Шлиренцауэр завершает Кубок мира на мажорной ноте, совершив рекордный для себя прыжок в Планице на 233,5 метра.

#### Кубок мира 2008—2009
11 февраля 2009 года Шлиренцауэр стал четвёртым спортсменом, которому удалось победить подряд на 6 этапах Кубка мира вслед за Томасом Моргенштерном, Янне Ахоненом и Матти Хаутамяки. Победное шествие юного австрийца закончилось 14 февраля в Оберстдорфе, когда он занял лишь 8-е место. Однако всего через неделю он завоевал серебро на соревнованиях в чешском Либереце, уступив партнеру по сборной и победителю Турне четырёх трамплинов Вольфгангу Лойцлю.
8 марта Грегор вновь празднует победу — 11-ю в одном сезоне (больше — 12 — только у Янне Ахонена). Естественно, такие результаты безоговорочно приносят Шлиренцауэру победу в Кубке мира. Всего он выиграл 13 индивидуальных этапов кубка мира в том сезоне.

#### Кубок мира 2009—2010
Сезон 2009/10 прошёл у Грегора в соперничестве с Симоном Амманом. После победы на этапе Кубка мира в Энгельберге Шлири возглавил общий зачет. Однако после Турне четырёх трамплинов Амман вернул себе первое место и уже не упустил победу в Кубке мира, опередив, ставшего вторым Шлиренцауэра, почти на 300 очков.

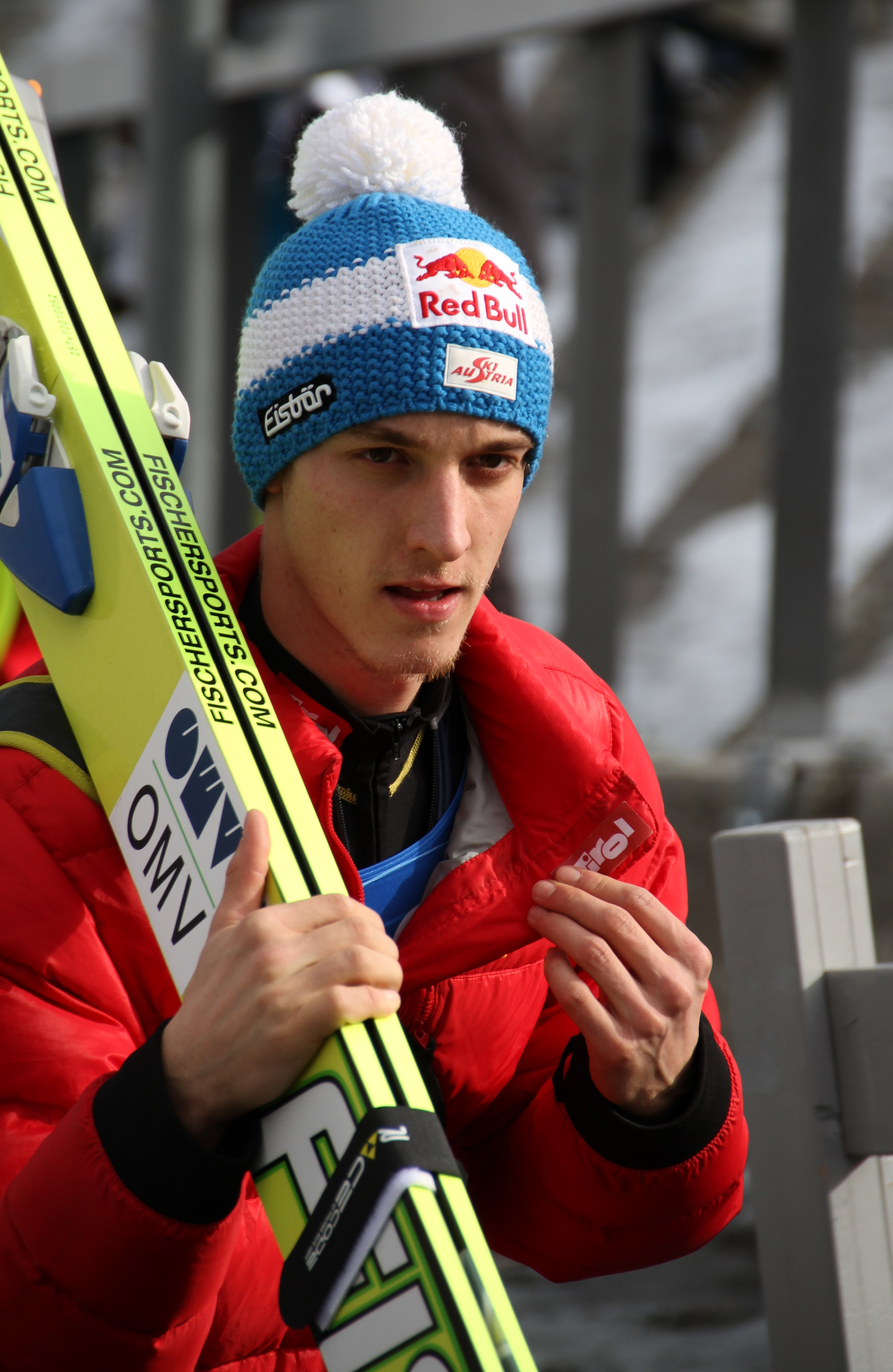
Грегор на этапе кубка мира в норвежском Осло, 11 марта 2012 года

#### Кубок мира 2010—2011
Сезон 2010/11 сложился для Грегора не самым лучшим образом: за весь сезон Шлири попал на подиум только четыре раза, выиграв три этапа. На Турне четырёх трамплинов результаты также не впечатляли. Не выступая на этапах в Германии из-за травмы, Шлиренцауэр в Австрии занял два шестых места. В общем зачете турне Шлири финишировал на 36 месте, набрав 452,1 балла. В общем зачете Кубка мира Грегор занял лишь 9 место, набрав за сезон 761 балла.

#### Кубок мира 2011—2012
Сезон 2011/12 был гораздо лучше прошедшего. Основную ставку Грегор сделал на Турне четырёх трамплинов. Выиграв два этапа в Оберстдорфе и Гармиш-Партенкирхене, Шлири занял второе и третье место в Инсбруке и Бишофсхофене соответственно. Стабильность выступлений помогла Шлиренцауэру одержать свою первую победу на турне. Грегор набрал 933,8 балла. В кубке мира Грегор боролся за большой хрустальный глобус с норвежцем Андерсом Бардалам. Из-за стабильности во всем сезоне норвежец опередил австрийца на 58 очков.

#### Кубок мира 2012—2013

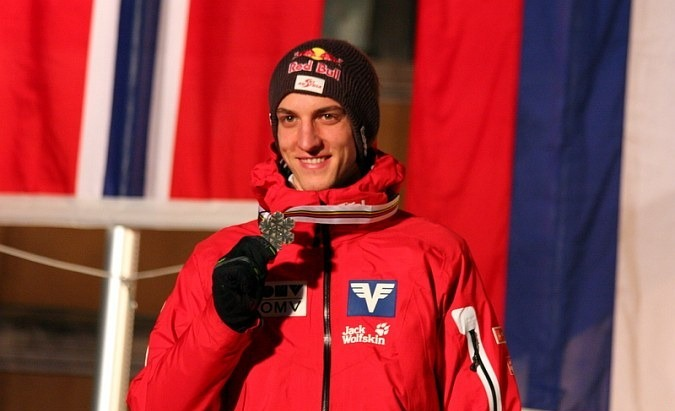
Грегор на чемпионате мира 2013 года

Сезон стартовал 23 ноября в норвежском Лиллехаммере на трамплине Лисгардсбаккен. На маленьком трамплине Грегор занял скромное для себя 8-е место. Через день, на большом трамплине, Шлири занял 1-е место, отпраздновав первую победу в сезоне. В финском Куусамо австриец занял 4-е место. Следующие два этапа проходили на маленьком олимпийском трамплине в российском Сочи. Первый этап Грегор уверенно выиграл, опередив своего ближайшего оппонента — Зеверина Фройнда на 5,3 балла. Однако на втором этапе в Сочи, через день после победы, Грегор неожиданно провалился, заняв лишь 25-е место. Хорошие результаты в Энгельберге (3-е и 1-е место) помогли Шлири перед Турне четырёх трамплинов возглавить общий зачёт Кубка мира. Шлиренцауэр очень хорошо подготовился к турне и был одним из главных фаворитов. На первом этапе в Оберстдорфе австриец занял 2-е место, пропустив вперед только норвежца Андерса Якобсена. На втором этапе в Гармиш-Партенкирхене, на Олимпийском трамплине (Große Olympiaschanze) их соперничество продолжилось. И вновь победу праздновал норвежец, опередив Грегора на 0,9 балла. Третий этап в Инсбруке (Бергизель), наконец, выиграл Шлири, а Якобсен занял лишь 7-е место. После этапа Грегор возглавил общий зачет турне. Последний этап в Бишофсхофене австриец также выиграл, опередив норвежца на 2,3 балла. Вместе с этой победой пришла и победа на самом турне. Для Шлиренцауэра это была вторая победа на Турне четырёх трамплинов (после 2011/2012). Следующий этап после победы на турне, который проходил в польской Висле, Грегор пропустил из-за гриппа. Шлири вернулся на 13-м этапе в Закопане, ещё не до конца оправившись от вируса. В итоге это сказалось на результате: Грегор занял лишь 8-е место. Последующие два этапа в японском Саппоро Шлиренцауэр пропускал и восстанавливался после болезни. Грегор вернулся на 16-м этапе в норвежском Викерсунде, на самый большой трамплин мира (HS 225). В первой попытке, улетев на 216,5 м, Шлиренцауэр занял второе промежуточное место, уступив только Симону Амману. Во второй Шлири показал лучшую дальность дня, улетев на 240,0 м. В общей сложности Грегор набрал 418,7 баллов, что на 0,5 баллов больше, чем у Аммана. Это позволило австрийцу выиграть этап. После победы Шлиренцауэр сравнялся с легендарным Матти Нюкяненом по количеству побед на этапах кубка мира — по 46. На следующий день, на том же трамплине Шлиренцауэр занял третье место, пропустив вперед словенца Роберта Краньеца и немца Михаэля Ноймайера. На следующем этапе в чешском Гаррахове, 3 февраля, Грегор одержал свою 47-ю победу на этапах кубка мира. Таким образом, Шлири вышел на единоличное первое место в истории по этому показателю, опередив легендарного финна Матти Нюкянена, с которым сравнялся на прошлой неделе по числу побед на этапах Кубка мира. В тот же день Шлиренцауэр выиграл и 48-й раз в своей карьере. После исторического этапа в Чехии состоялся командный тур в городах Германии. Грегор вместе с командой занял 4-е место в Виллингене. На следующий день должны были пройти индивидуальные соревнования, однако из-за сильного ветра они были отменены. В Клингентале на Вогтланд-Арене австриец занял третье место, уступив только словенцу Яке Хвале и японцу Таку Такэути. Завершался командный тур на гигантском трамплине в Оберстдорфе. Шлиренцауэр вновь занял третье место в одиночных соревнованиях, а в командных соревнования австрийцы заняли второе место. По итогом командного тура австрийцы заняли третье место, пропустив вперед норвежцев и словенцев. 23 февраля, на чемпионате мира по лыжным видам спорта в итальянском Валь-ди-Фьемме, Грегор завоевал серебряную медаль на среднем трамплине, проиграв норвежцу Андерсу Бардалю 4,2 балла. На следующий день Грегор, в смешанных соревнованиях, вновь завоевал серебряную медаль ЧМ. Второй индивидуальный старт на Чемпионате мира Шлиренцауэр провалил, заняв только 8-е место на большом трамплине. Свою единственную золотую медаль на чемпионате мира Грегор завоевал в командном первенстве. Всего же на ЧМ Шлиренцауэр завоевал три медали: два серебра и золото. Кубок мира возобновился в финском Лахти командными соревнованиями, в которых австрийцы заняли лишь четвёртое место. В индивидуальном старте Грегор занял только 15 место. Через день в Куопио Шлиренцауэр, заняв пятое место, обеспечил себе большой хрустальный глобус, который стал для него вторым в карьере. После завоевания большого хрустального глобуса австриец отправился на два норвежских этапа. В Тронхейме Грегор был только 16-м, а на королевском трамплине в Хольменколлене Шлиренцауэр вместе с поляком Пётром Жилой добился победы, которая стала для него 49-й в карьере. Оба спортсмена набрали по 270,1 балла. 22 марта, на гигантском трамплине в словенской Планице Шлиренцауэр одержал юбилейную, 50 победу в карьере. После успеха Шлири гарантировал себе малый хрустальный глобус в полётном зачете. На следующий день Грегор вместе с Вольфгангом Лойцлем, Штефаном Крафтом и Мартином Кохом стал 3-м в командных соревнованиях, проиграв хозяевам соревнований словенцам, а также сборной Норвегии. На последнем старте сезона, 24 марта, Шлиренцауэр занял 11 место.

#### Кубок мира 2013—2014
Олимпийский сезон стартовал 23 ноября в немецком Клингентале командными соревнованиями. Из-за сильного ветра была проведена только одна попытка, в которой команда Австрии заняла 5 место. На следующий день при ещё более сильном, порывистом ветре прошли индивидуальные старты. Шлиренцауэр как лидер прошлого сезона должен был стартовать последним. Однако из-за усиливающегося ветра он и норвежец Андерс Бардаль (второй по итогам прошлого сезона) не вышли на старта по решению жюри. 29 ноября в Куусамо Грегор одерживает 51 победу в Кубке мира, поднявшись после первого прыжка с 15-го на 1-е место. 7 декабря в Лиллехаммере он одержал 52-ю победу и занял 1-ю строчку в зачёте Кубка мира. 8 декабря в Лиллехаммере занял лишь 15-ю строчку после двух попыток. На этапе в Титизе-Нойштадте 14 декабря Шлири занял 4-ю позицию, несмотря на плотность результатов, и 13-ю позицию после первой попытки.
Кубок мира 2015—2016
Зимний сезон 2015—2016 стал одним из самых неудачных в карьере спортсмена. Несмотря на то, что Шлири целенаправленно подводился к Турне Четырёх Трамлинов, достичь своей лучшей формы он так и не смог. Двукратный победитель «Турне четырёх трамплинов» не прошёл во вторую попытку на соревнованиях в Оберсдорфе и Инсбруке, а в Гармиш-Партенкирхене был только 21.По решению тренеров Шлиренцауэр не принимал участия в заключительном, четвёртом старте турнира в австрийском Бишофсхофене. В день своего рождения,7 января 2016 года, Грегор объявил о досрочном завершении сезона и о том, что берет карьерную паузу.

## Результаты
Олимпийские игры
2010 — Ванкувер, 1 место — командное первенство (трамплин К-120, вместе с Моргенштерном, Кофлером и Лойцлем)
2010 — Ванкувер, 3 место — личное первенство (трамплин К-95)
2010 — Ванкувер, 3 место — личное первенство (трамплин К-120)
2014 — Сочи, 2 место — командное первенство (трамплин К-125, вместе с Хайбёком, Моргенштерном и Дитхартом)
Чемпионат мира по полетам на лыжах
2008 — Оберстдорф, 1 место — личное первенство
2008 — Оберстдорф, 1 место — командное первенство (вместе с Кофлером, Кохом и Моргенштерном)
Чемпионат мира по лыжным видам спорта
2009 — Либерец, 1 место — командное первенство (вместе с Кохом, Лойцлем и Моргенштерном)
2009 — Либерец, 2 место — личное первенство
2007 — Саппоро, 1 место — командное первенство (вместе с Лойцлем, Моргенштерном и Кофлером)
2007 — Саппоро, 8 место — личное первенство
2007 — Саппоро, 10 место — личное первенство
Континентальный кубок
2006 — Филлах, 1 место
Кубок FIS
2006 — Зефельд-ин-Тироль, 2 место
2006 — Цао, 2 место
2006 — Саппоро, 1 место
2006 — Саппоро, 2 место
Гран-при Кубка мира
2006 — Хинтерцартен, 1 место — командное первенство (вместе с Лойцлем, Феттнером и Моргенштерном)
2006 — Хинтерцартен, 3 место — 2006 — личное первенство
2006 — Айнзидельн, 2 место
2006 — Куршевель, 1 место
2006 — Закопане, 2 место
2007 — Хинтерцартен, 1 место — командное первенство (вместе с Лойцлем, Кофлером и Моргенштерном)
2007 — Хинтерцартен, 3 место
2007 — Праджелато, 1 место
2007 — Клингенталь, 1 место
Юношеский чемпионат мира по лыжным видам спорта
2006 — Крань, 1 место — личное первенство
2006 — Крань, 1 место — командное первенство
Подиумы на этапах Кубка мира по прыжкам с трамплина
2006 — Лиллехаммер, 1 место
2006 — Энгельберг, 1 место
2006 — Энгельберг, 3 место
2006 — Оберстдорф, 1 место
2007 — Бишофсхофен, 1 место
2007 — Титизе-Нойштадт, 2 место
2007 — Клингенталь, 1 место
2007 — Виллинген, 1 место — командное первенство (вместе с Лойцлем, Кофлером и Паули)
2007 — Лахти, 1 место — командное первенство (вместе с Кохом, Кофлером и Моргенштерном)
2007 — Куусамо, 2 место — командное первенство (вместе с Лойцлем, Кохом и Моргенштерном)
2007 — Тронхейм, 2 место
2007 — Филлах, 3 место
2007 — Филлах, 2 место
2007 — Энгельберг, 2 место
2007 — Оберстдорф, 2 место
2008 — Гармиш-Партенкирхен, 1 место
2008 — Закопане, 1 место
2008 — Либерец, 2 место
2008 — Либерец, 2 место
2008 — Виллинген, 3 место — командное первенство (вместе с Кофлером, Кохом и Моргенштерном)
2008 — Куопио, 2 место
2008 — Лиллехаммер, 1 место
2008 — Осло, 1 место
2008 — Планица, 1 место
2008 — Планица, 3 место — командное первенство (вместе с Кофлером, Кохом и Моргенштерном)
2008 — Планица, 1 место
2008 — Куусамо, 3 место
2008 — Тронхейм, 1 место
2008 — Тронхейм, 3 место
2008 — Праджелато, 1 место
2008 — Энгельберг, 3 место
2008 — Энгельберг, 1 место
2009 — Инсбрук, 2 место
2009 — Тауплиц, 1 место
2009 — Тауплиц, 1 место
2009 — Закопане, 2 место
2009 — Закопане, 1 место
2009 — Ванкувер, 1 место
2009 — Ванкувер, 1 место
2009 — Саппоро, 1 место
2009 — Виллинген, 1 место
2009 — Клингенталь, 1 место
2009 — Лахти, 1 место
2009 — Викерсунд, 1 место
2009 — Планица, 1 место
2009 — Лиллехаммер, 1 место
2009 — Энгельберг, 2 место
2009 — Энгельберг, 1 место
2010 — Гармиш-Партенкирхен, 1 место
2010 — Иннсбрук, 1 место
2010 — Тауплиц, 1 место
2011 — Планица , 1 место
2011 — Куусамо, 1 место — командное первенство (вместе с Кофлером, Лойцлем и Моргенштерном)
2011 — Куусамо , 2 место
2011 — Гаррахов , 1 место
2011 — Гаррахов, 2 место — командное первенство (вместе с Кофлером, Цаунером и Моргенштерном)
2011 — Оберстдорф, 1 место
2012 — Гармиш-Партенкирхен, 1 место
2012 — Инсбрук, 2 место
2012 — Бишофсхофен, 3 место
2012 — Закопане, 1 место
2012 — Валь-ди-Фьемме, 1 место
2012 — Валь-ди-Фьемме, 2 место
2012 — Виллинген, 2 место — командное первенство (вместе с Кофлером, Кохом и Моргенштерном)
2012 — Оберстдорф, 2 место — командное первенство (вместе с Кофлером, Кохом и Моргенштерном)
2012 — Лахти, 1 место — командное первенство (вместе с Кофлером, Кохом и Моргенштерном)
2012 — Планица, 1 место — командное первенство (вместе с Кофлером, Кохом и Моргенштерном)
2012 — Лиллехаммер, 1 место
2012 — Сочи, 1 место
2012 — Энгельберг, 3 место
2012 — Энгельберг, 1 место
2012 — Оберстдорф, 2 место
2013 — Гармиш-Партенкирхен, 2 место
2013 — Инсбрук, 1 место
2013 — Бишофсхофен, 1 место
2013 — Викерсунд, 1 место
2013 — Викерсунд, 3 место
2013 — Гаррахов, 1 место
2013 — Гаррахов, 1 место
2013 — Клингенталь, 3 место
2013 — Оберстдорф, 3 место
2013 — Оберстдорф, 2 место — командное первенство (вместе с Лойцлем, Кохом и Крафтом)
2013 — Осло, 1 место
2013 — Планица, 1 место
2013 — Планица, 3 место — командное первенство (вместе с Лойцлем, Кохом и Крафтом)
2013 — Куусамо, 1 место
2013 — Лиллехаммер, 2 место — командное первенство (вместе с Зейфридесбергер, Ирашко и Моргенштерном)
2013 — Лиллехаммер, 1 место
2014 — Бад-Миттерндорф, 3 место
2014 — Бад-Миттерндорф, 2 место
2014 — Закопане, 3 место — командное первенство (вместе с Хайбёком, Поппингером и Дитхартом)
2014 — Лахти, 1 место — командное первенство (вместе с Дитхартом, Крафтом и Хайбёком)
2014 — Лахти, 3 место
2014 — Планица, 1 место — командное первенство (вместе с Крафтом, Кофлером и Дитхартом)
2014 — Лиллехаммер, 1 место
2014 — Нижний Тагил, 2 место
| 2013/14 Итоги | 2013/14 Итоги | Германия | Германия | Финляндия | Финляндия | Норвегия | Норвегия | Норвегия | Германия | Германия | Швейцария | Швейцария | Германия | Германия | Австрия | Австрия | Австрия | Австрия | Польша | Польша | Польша | Япония | Япония | Германия | Германия | Швеция | Финляндия | Финляндия | Финляндия | Норвегия | Норвегия | Словения | Словения | Словения |
| Очков         | Место         | Ком      | Инд      | Инд       | Инд       | См       | Инд      | Инд      | Инд      | Инд      | Инд       | Инд       | Т4Т      | Т4Т      | Т4Т     | Т4Т     | Пол     | Пол     | Инд    | Ком    | Инд    | Инд    | Инд    | Инд      | Инд      | Инд    | Инд       | Инд       | Инд       | Инд      | Инд      | Инд      | Ком      | Инд      |
| 670           | 3             | 5        | DNS      | 1         | ×         | 2        | 1        | 15       | 4        | 8        | 27        | 4         | 9        | 8        | 4       | 18      | 3       | 2       | 8      | 3      | 12     | —      | —      | —        | —        | —      | —         | —         | —         | —        | —        | —        | —        | —        |

| 2012/13 Итоги | 2012/13 Итоги | Норвегия | Норвегия | Норвегия | Финляндия | Финляндия | Россия | Россия | Швейцария | Швейцария | Германия | Германия | Австрия | Австрия | Польша | Польша | Польша | Япония | Япония | Норвегия | Норвегия | Чехия | Чехия | Германия | Германия | Германия | Германия | Германия | Финляндия | Финляндия | Финляндия | Норвегия | Норвегия | Словения | Словения | Словения |
| Очков         | Место         | См       | Инд      | Инд      | Ком       | Инд       | Инд    | Инд    | Инд       | Инд       | Т4Т      | Т4Т      | Т4Т     | Т4Т     | Инд    | Ком    | Инд    | Инд    | Инд    | Пол      | Пол      | Пол   | Пол   | Ком      | Пол      | Инд      | Пол      | Ком Пол  | Ком       | Инд       | Инд       | Инд      | Инд      | Пол      | Ком Пол  | Пол      |
| 1620          | 1             | 12       | 8        | 1        | 2         | 4         | 1      | 25     | 3         | 1         | 2        | 2        | 1       | 1       | DNS    | —      | 8      | —      | —      | 1        | 3        | 1     | 1     | 4        | ×        | 3        | 3        | 2        | 4         | 15        | 5         | 16       | 1        | 1        | 3        | 11       |